# Corrhenes flavovittata
Corrhenes flavovittata là một loài bọ cánh cứng trong họ Cerambycidae.